# Edouard Adam
Édouard Adam (Brie-Comte-Robert, 2 aprile 1847 – Le Havre, 10 febbraio 1929) è stato un pittore francese.
Fu essenzialmente un pittore di navi e di marine.

## Biografia
Figlio di un artista, anche lui pittore di marine, Édouard Adam nacque a Brie-Comte-Robert, una cittadina della regione dell'Île-de-France, e fu subito avviato dal padre al mestiere di pittore. A tale scopo si recò a Parigi presso l'atelier di Jean-Baptiste Henri Durand-Brager (1814-1879), un maestro in questo particolare genere. Alla fine dei suoi studi sposò una giovane inglese, Katty Caroline Watters, dalla quale, nel 1868, ebbe un unico figlio, Victor Charles Édouard, e, nel 1873, si stabilì a Le Havre, per poter più facilmente ritrarre le navi che ne affollavano il porto.
In effetti, in quel periodo la città di Le Havre beneficiava di un intenso sviluppo del traffico marittimo e anche numerosi vascelli commerciali vi facevano scalo. Altrettanto numerosi armatori e grossi commercianti avevano i loro uffici nella città. Adam conquistò rapidamente una salda reputazione presso di loro, poi presso i comandanti e i piloti del porto, che divennero vieppiù suoi clienti. Ciò lo portò ad essere uno dei più noti pittori di marina di Le Havre e la "Compagnia Bordes" o la "Compagnia generale transatlantica" ricorrevano al suo talento per ritrarre l'insieme delle navi della loro flotta.
L'8 ottobre 1881, l'ammiraglio François-Edmond Pâris, allora conservatore del museo della Marina al Louvre, gli affidò la continuazione della serie di riproduzioni di navi iniziata da Frédéric Roux per il Museo navale del Louvre. Adam, oltre i ritratti tradizionali dei vari vascelli, riprodusse anche scene di battaglie navali o di campagne militari.

Nel 1883 Adam fece una prima richiesta per ottenere il titolo di Peintre de la Marine. In tale documento egli precisò di «aver dipinto per il Museo della Marina del Louvre una serie di 18 quadri che rappresentano la storia della Marina mercantile a partire dal 1815 sino ai nostri giorni».
Nel dicembre del 1885 entrò a far parte dei Pittori ufficiali della Marina. Di conseguenza la sua attività raggiunse il massimo, poiché moltissimi proprietari di navi vollero avere una rappresentazione pittorica della loro imbarcazione eseguita da Édouard Adam. Si nota, altresì, come il lento ma inesorabile declino della marina a vela, a favore dei navigli a vapore, non ebbe alcuna conseguenza sull'attività artistica di Adam. Egli continuò a disegnare e a dipingere delle fedeli rappresentazioni delle navi che transitavano per il porto di Le Havre. Tale successo lo indusse a trasmettere questa sua passione al figlio Vittorio Carlo Edoardo Adam (1868-1938).
Nel 1894, l'Ammiraglio Courbet gli commissionò un quadro sulla presa di Ma Kong. In seguito Adam fece ripetutamente domanda al Ministro della Marina affinché gli fosse concesso un posto di Conservatore presso un museo, ma tale richiesta non fu mai esaudita. Dopo la prima guerra mondiale fece altresì domanda per avere una indennità a titolo onorifico, ma non la ottenne. Questo fatto lascia supporre che ormai la sua attività non fosse più particolarmente redditizia. 
Édouard Adam morì a Le Havre nel 1929, all'età di 81 anni.

## L'opera

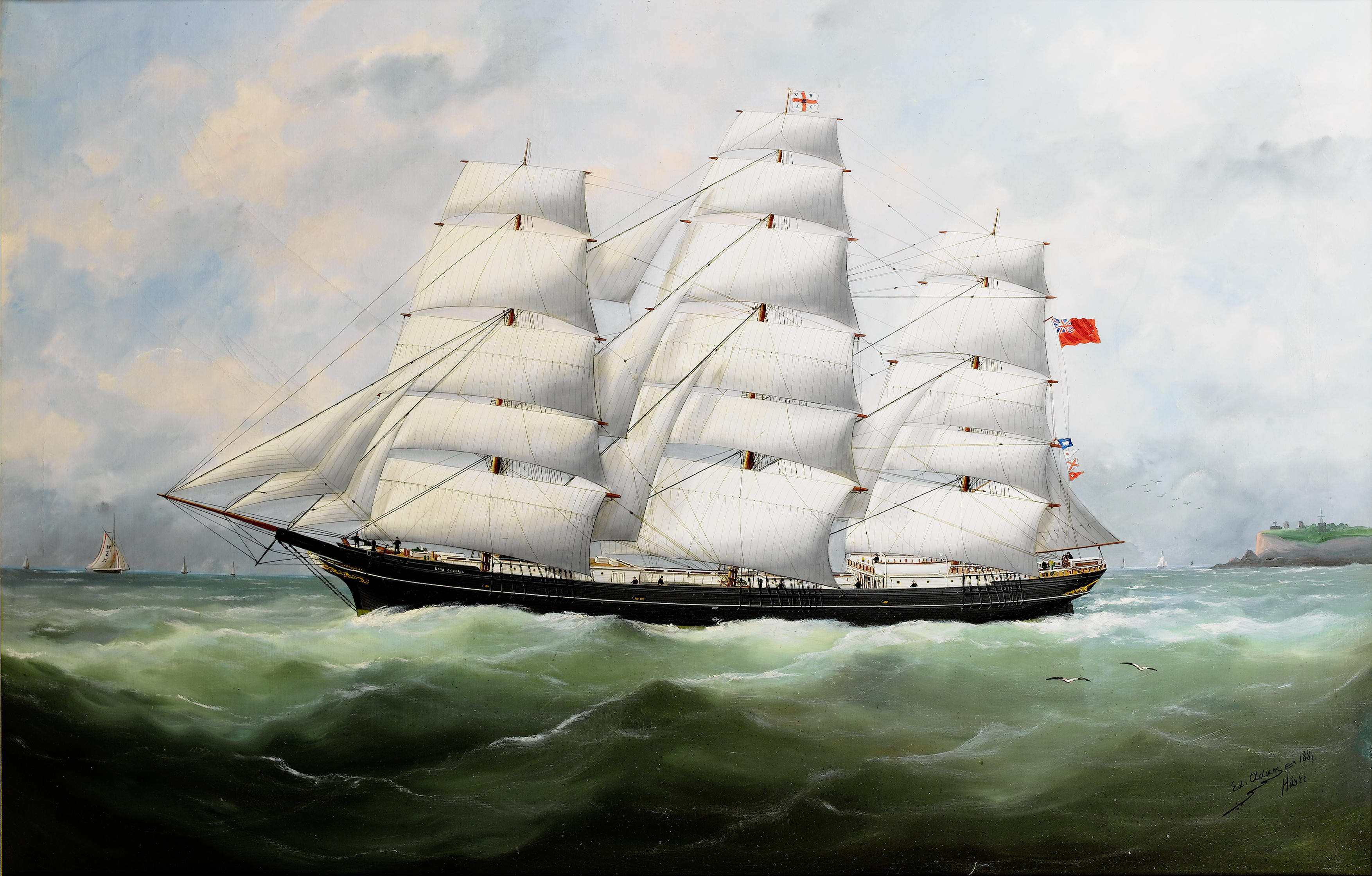
Il King Ceolric.

Édouard Adam è stato un ritrattista di navi come lo erano i pierhead painters, che lavoravano nei grandi porti dell'Europa del Nord nel XIX secolo. Il ritratto di una nave è sempre stato il frutto di un incarico preciso e quindi era incentrato su di un unico soggetto, la nave stessa. Da esso ci si aspettava sempre la rappresentazione più esatta e più fedele possibile. Tuttavia numerosi pittori privilegiavano l'aspetto pittoresco o semplicemente estetico, mentre Adam, la cui preoccupazione principale era la precisione dei dettagli, forniva una restituzione documentaria del patrimonio nautico in tutta la sua verità storica. La caratteristica principale della produzione di Adam fu quella di ritrarre dei vascelli visti di fiancata e di traverso, mentre lasciano Le Havre, e inseriti in un contorno assai semplificato, spesso povero, ma che esaltava le forme e i particolari dei vascelli stessi. 

Comunque, gli si devono anche alcune composizioni più pittoricamente ambiziose (naufragi, battaglie navali, scene di pesca, manovre della Marina nazionale, etc.), ma nel complesso della sua produzione tali opere sono piuttosto rare. La fine del XIX secolo fu segnata dalla nascita delle navi a vapore e molti quadri di Adam testimoniano questa evoluzione, senza dimenticare, comunque, di porre in evidenza le linee estetiche dei nuovi battelli. A questo proposito si veda il quadro "La Città di Bruxelles" del 1874.

È quindi in tal senso che il contributo di Adam alla salvaguardia del patrimonio nautico appare fondamentale, anche perché, senza le sue fedeli riproduzioni, molte navi storicamente importanti sarebbero state dimenticate. 
In massima parte i quadri di Édouard Adam sono realizzati nel formato 60x90 e sono firmati in diversi modi: « Édouard Adam », « Ed Adam » o « Adam ». la sua firma è seguita da due gabbiani stilizzati, e quindi, dal 1892, anche da tre punti. Dal 1885 Adam aggiunse anche un'ancora. Ma soltanto alcuni quadri sono anche datati. 
La produzione di Adam è stimata attorno a 2000 quadri. Talvolta l'attribuzione di certe sue opere pone qualche problema a causa delle tele di suo figlio Victor, che lavorava nello stesso atelier e la cui firma presenta spesso delle somiglianze con quella del padre.

## Galleria d'immagini

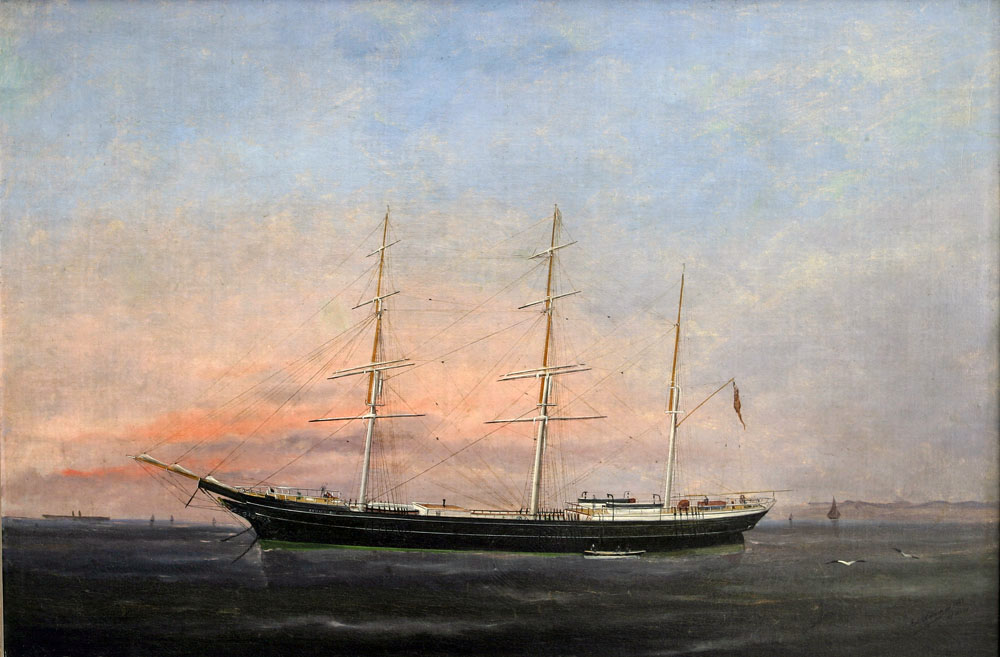
L'Alumbagh
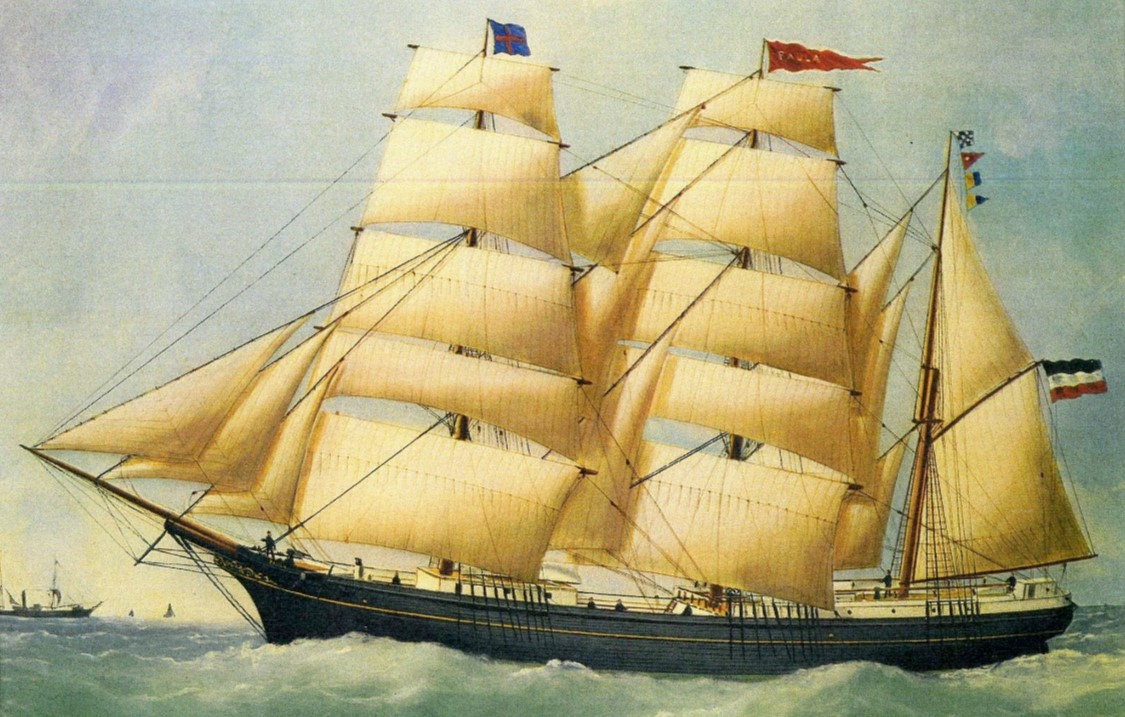
La nave tedesca Paula, 1876
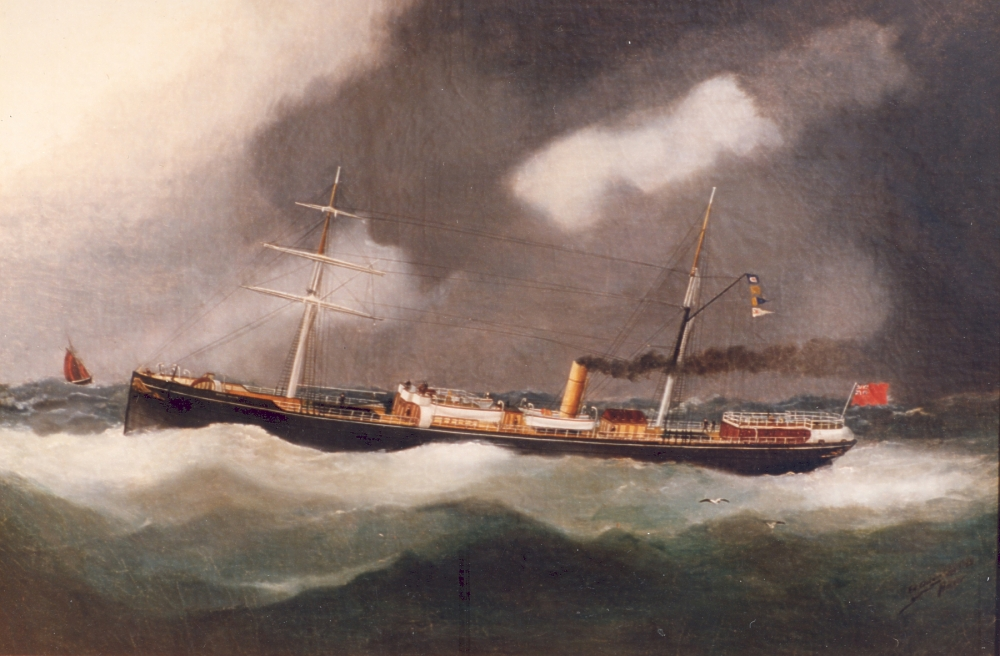
Il Charles Howard
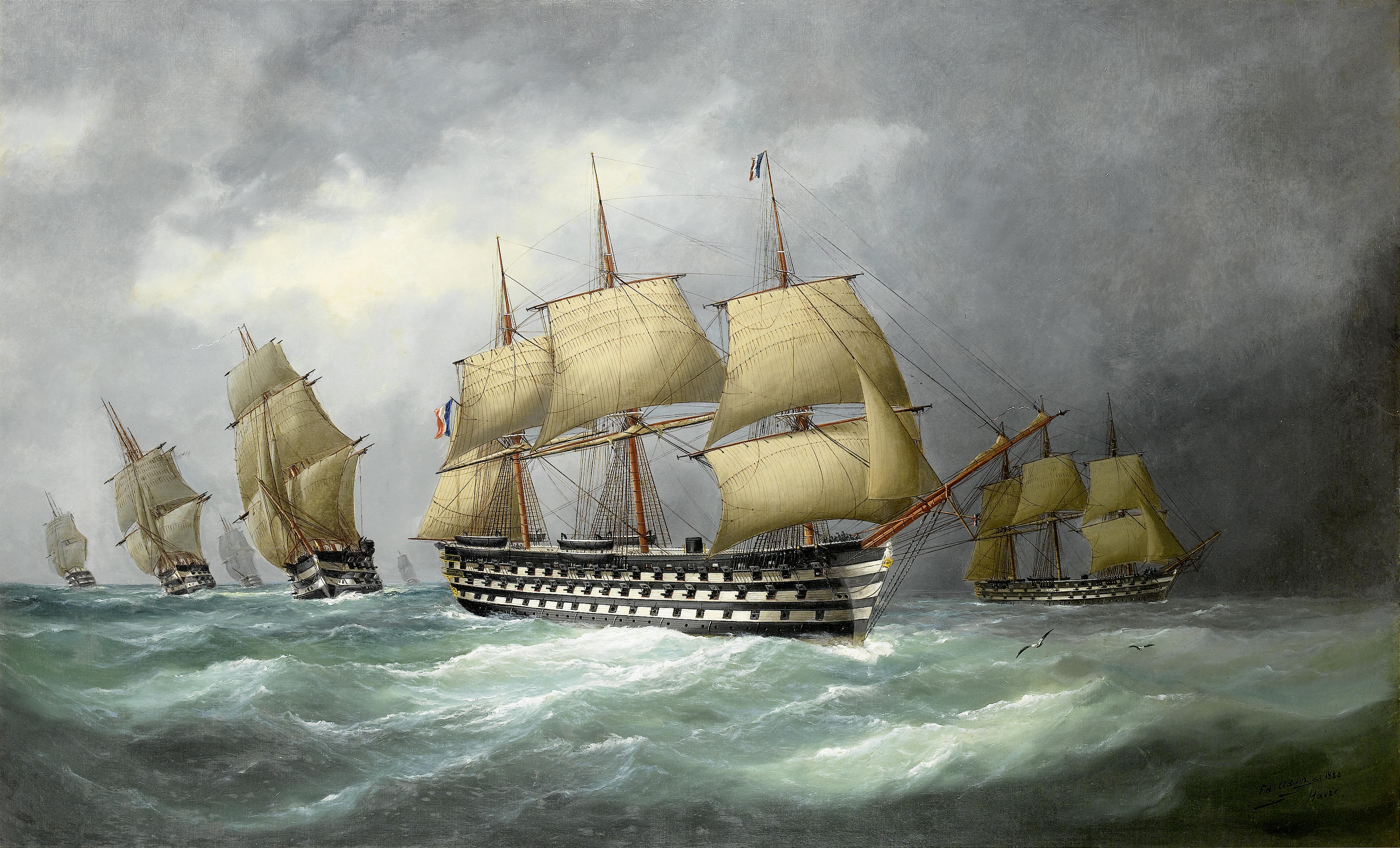
In formazione da battaglia
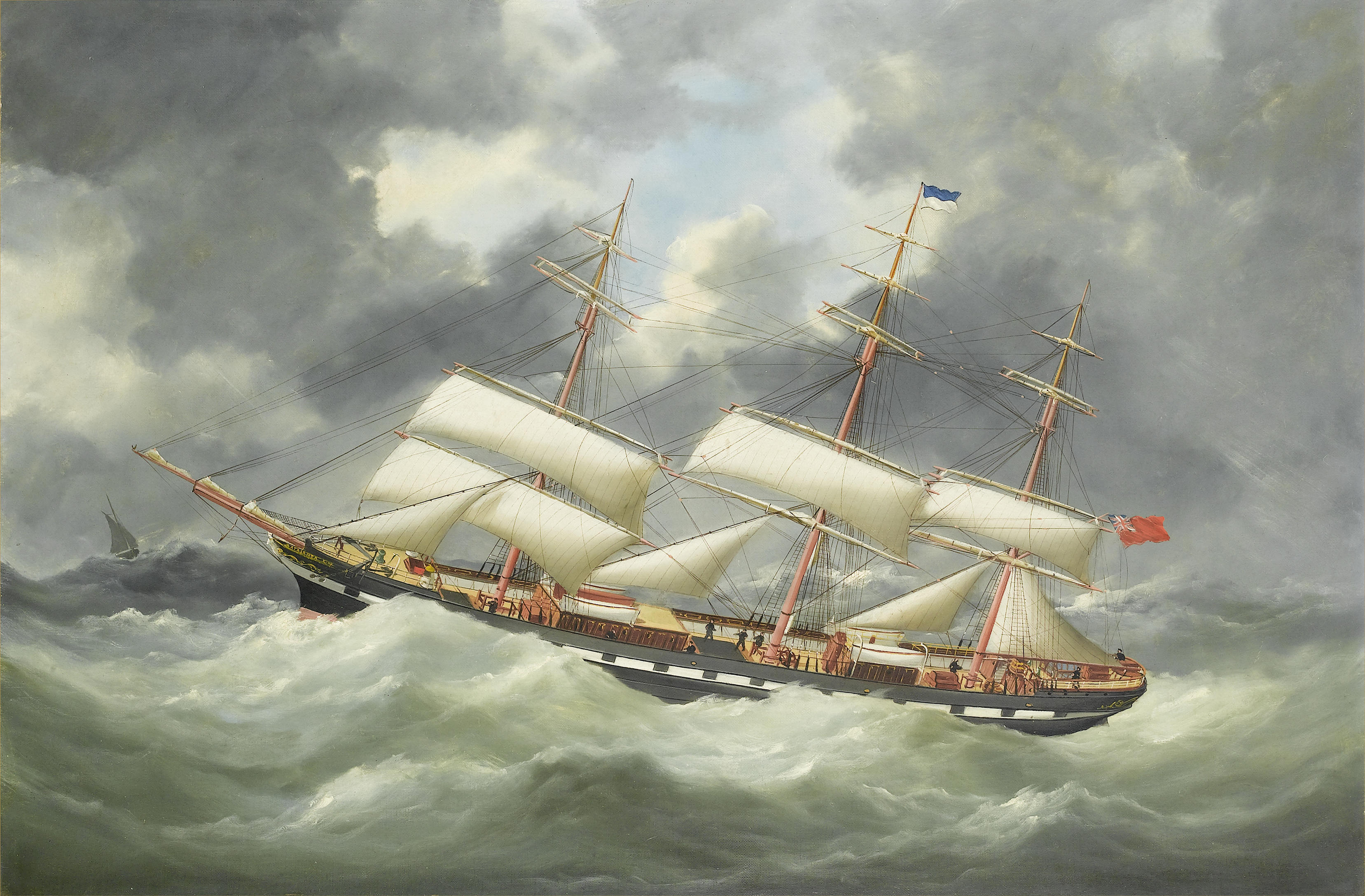
L'Atalanta

## Opere nelle collezioni pubbliche
- Museo nazionale della Marina, Parigi
- Museo delle Terre-Neuvas e della pesca, Fécamp : Le Trois-mâts morutier Sainte-Marie (1899)
- Museo della Marina di Honfleur
- Museo marittimo dell'Isola di Tatihou, Saint-Vaast-la-Hougue
- Museo McCord, Montréal, Canada
- National Maritime Museum di Greenwich, Regno Unito
- San Francisco Maritime National Historical Park, Stati Uniti
- Peabody Essex Museum, Salem, Stati Uniti

## Altri progetti

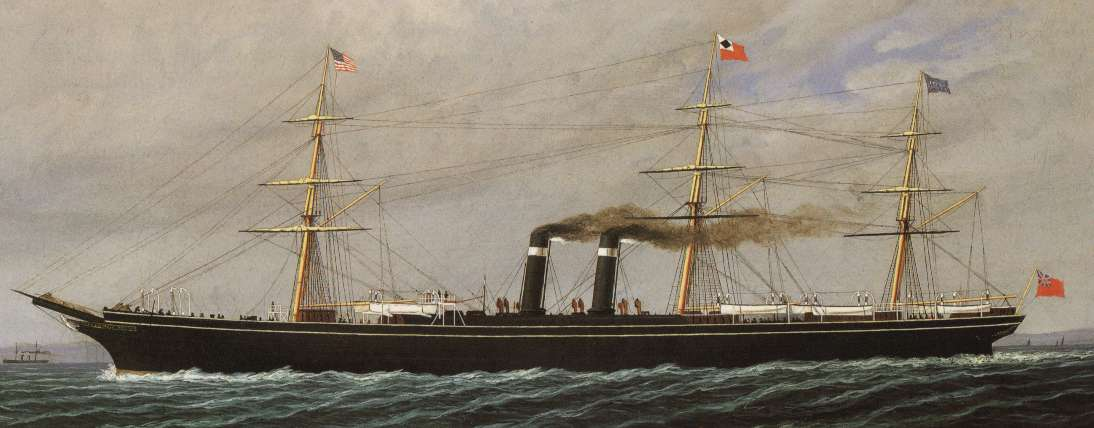
La "Città di Bruxelles", 1874